# 杨忠林
杨忠林（1960年3月—），辽宁建平人，蒙古族，中华人民共和国政治人物。

## 生平
毕业于中国政法大学法律专业，1984年10月加入中国共产党。2013年，被选为全国人大代表。2013年1月杨忠林当选为阜新市长。2016年9月，任辽宁省人力资源和社会保障厅党组书记，2017年1月任厅长兼党组书记，同年7月兼任中共辽宁省委组织部副部长。2018年1月，任辽宁省人大常委会副主任、党组成员。2018年2月24日，当选为第十三届全国人大代表。2018年5月，兼任省总工会党组书记；6月当选省总工会主席。2018年10月25日，中华全国总工会第十七届执行委员会召开第一次全体会议，选举全总十七届执委会主席、副主席和主席团委员，他当选为全总主席团委员。